# Malalakeshavi, Belur
Malalakeshavi là một làng thuộc tehsil Belur, huyện Hassan, bang Karnataka, Ấn Độ.